# ヤング歌謡大賞・新人グランプリ
『ヤング歌謡大賞・新人グランプリ』（ヤングかようたいしょう・しんじんグランプリ）は、かつてテレビ朝日系列で全国放送されていた朝日放送主催・制作の音楽特番。

## 概要
QR「新宿音楽祭」、LF「銀座音楽祭」、RF「横浜音楽祭」同様、新人歌手に特化した音楽祭で、1982年までの『ABC歌謡新人グランプリ』が1983年にゴールデンに進出したもの。番組はテレビだけでなくラジオでも同時放送されていた。会場は梅田コマ劇場やフェスティバルホール、大阪厚生年金会館だったが、1987年から大阪城ホール、最末期にはABCホールで開催されていた。審査委員長は大阪出身の作曲家・服部良一であった。その他、作曲家、音楽評論家、テレビ・雑誌のコメンテーターなどが審査員に起用した。
1988年以降のこの特番の名称は、『歌謡ゴールデン大賞・新人グランプリ』（かようゴールデンたいしょう - ）に変更となった。同じテレビ朝日系列で放送されていた『全日本歌謡音楽祭』が1990年に終了した後も引き続き放送されていたが、平成に入ってからの音楽祭に対する考えの変化で、音楽祭に左右されない音楽活動を希望するアーティストが増えたため、それに伴いノミネートを辞退するアーティストも増えたことから、大賞自体もその煽りを受け、1993年の開催をもって幕を閉じた。

## 受賞規定
- グランプリ

受賞者には朝日放送社長より朝日放送楯が授与された。
- 服部良一特別賞

受賞者には服部良一からカップが授与された。
- 審査員奨励賞
- シルバー賞

新人グランプリに出場した歌手に授与。

## 司会
- 桂三枝（現・六代桂文枝）
- 水沢アキ（1980年）
- 片平なぎさ
- 蓮舫（1990年）
- 生島ヒロシ・具志堅ティナ（1991年）

- 1988年
  - 沢田研二
  - 三代澤康司（当時朝日放送アナウンサー）
  - 坂口美津穂（1988年ミス・ユニバース日本代表、世界大会第4位）
- 1989年
  - 柏原芳恵
  - 渡辺徹

## 演奏
- アロージャズオーケストラ+ストリングス（指揮：北野タダオ→居上博）

## 歴代グランプリ受賞者
ABC歌謡新人グランプリ
- 1975年：あいざき進也
- 1976年：岩崎宏美
- 1977年：清水健太郎
- 1978年：渡辺真知子
- 1979年：井上望
- 1980年：松田聖子
- 1981年：近藤真彦
- 1982年：シブがき隊

21世紀ヤング歌謡大賞・新人グランプリ
- 1983年：THE GOOD-BYE

ヤング歌謡大賞・新人グランプリ
- 1984年：岡田有希子
- 1985年：中村繁之
- 1986年：少年隊
- 1987年：酒井法子

歌謡ゴールデン大賞・新人グランプリ
- 1988年：大和さくら
- 1989年：田村英里子
- 1990年：忍者
- 1991年：中嶋美智代
- 1992年：永井みゆき
- 1993年：シュー・ピンセイ（中国語版）

## 備考
- 1986年までは土曜日19時 - 20時54分（当時土曜日夜7時枠のアニメは朝日放送製作枠だったため、この時のドラマ『部長刑事』は放送時間を夕方に振り替えて放送していた）。1988年と1989年は「火曜スーパーワイド」枠で放送していた。
- 後年は週末か祝日の昼間の2時間枠を使って放送していた。